# Blacus decaryi
Blacus decaryi är en stekelart som beskrevs av Granger 1949. Blacus decaryi ingår i släktet Blacus och familjen bracksteklar. Inga underarter finns listade.